# Iharos
Iharos je vas na Madžarskem, ki upravno spada pod podregijo Csurgó Šomodske županije. Še v začetku 20. stoletja so večinoma Slovenci živeli v Iharosu.